# デュポン・東レ・スペシャルティ・マテリアル
デュポン・東レ・スペシャルティ・マテリアル株式会社（デュポン・とうレ・スペシャルティ・マテリアル、DuPont Toray Specialty Materials K.K.）は、デュポングループと東レ株式会社の合弁会社。
デュポングループ、東レ株式会社のそれぞれの出資比率は65%と35%である。

## 概要
デュポン特殊化学品事業部門に属する特殊潤滑剤や熱可塑性プラスチック、シリコーンをベースとした製品を提供する。 
米国デュポン社と東レ株式会社の出資会社として再スタートし、引き続き事業展開をしている。 

## 沿革

### デュポン・東レ・スペシャルティ・マテリアル株式会社
- 1966年12月 - トーレ・シリコーン株式会社として設立。
- 1967年4月 - ダウコーニング製品の輸入販売を開始
- 1968年1月 - 千葉工場操業開始。研究所を開設。
- 1986年11月 - 開発センターを開設。
- 1989年12月 - 東レ・ダウコーニング・シリコーン株式会社に社名変更。
- 1996年9月 - 本店を千代田区丸の内へ移転
- 2004年9月 - 日本ユニカー（現・ENEOS NUC）株式会社よりシリコーン事業を買収する。

### ダウコーニングアジア株式会社
- 1973年
  - 3月 - MOLYKOTE特殊潤滑剤の製造・販売および研究開発活動を開始。
  - 11月 - ダウコーニングに全株式を委譲。
- 1977年9月 - 富士高分子工業株式会社からダウコーニング株式会社に社名変更。
- 1993年6月 - 日本ダウコーニング株式会社とダウコーニング株式会社が統合され、社名をダウコーニングアジア株式会社に変更。

### 東レ・ダウコーニング株式会社
- 2005年4月 - 統合会社として営業開始。
- 2008年5月 - 100％出資子会社としてサイトサービスジャパン株式会社を設立。
- 2010年11月 - 本店を千代田区大手町へ移転。
- 2016年6月 - ダウコーニングがダウの完全子会社となる。
- 2018年6月 - ダウ・東レ株式会社設立。
- 2019年
  - 1月 - MOLYKOTE研究開発部を宇都宮へ移転。
  - 3月 - 本店を千代田区永田町へ移転。
  - 4月 - デュポンとダウの分社に伴い、デュポン社と東レ株式会社の合弁会社として再編。
  - 12月 - デュポン・東レ・スペシャルティ・マテリアル株式会社に社名変更。